# Vector the Crocodile
Vector is een personage uit de videospellen en andere media van Sonic the Hedgehog. Hij is een grote antropomorfe krokodil. Hij is de leider van team Chaotix. Vector doet alles voor geld. Hij lijkt een ruw en hard personage, maar diep van binnen heeft hij ook een zachtere kant. Hij is behoorlijk slim en een goede leider, maar dit valt meestal niet op door zijn kinderlijke gedrag. Vector is gek op muziek, hij draagt ook een koptelefoon.